# クラシティ
クラシティ（CLACITY）は、愛知県半田市にある再開発ビル。市街地再開発事業で建設され、低層階が複合商業施設及び市営駐車場、高層階が分譲マンションで構成されている。旧称はクラシティ半田。
名鉄河和線 知多半田駅東側に位置し、3階部分が駅と連絡通路で直結している。

## 概要
知多半田駅前地区第一種市街地再開発事業に伴い建設された地下1階、地上17階の複合ビルである。建物は第39回中部建築賞（平成19年度）を受賞している。
開業当初は地権者などが設立したはんだ賑わいビル開発が運営し、店舗面積は約1,609m2であった。
各テナントでの支払いや各フロアの自動販売機、立体駐車場の料金も電子マネーのEdyで行なえるという、当時としては最新のものであった。

## 歴史
2006年（平成18年）5月にクラシティ半田として開業した。
当館の立地する知多半田駅周辺は、かつては知多半島における商業の中心地として広域から集客していたが、東浦町などに郊外型ショッピングセンターの立地が相次いだことから集客力が衰退した。そのため、2014年（平成26年）3月時点で店舗の4分の1に当たる6店舗が空き区画となり、2015年（平成27年）12月時点で店舗の大半は撤退した。この時点で電子マネーの利用も終了となり、自動販売機や駐車料金での利用も不可となった。
そこで、2016年（平成28年）1月に1階に生鮮食料品売り場を招致すると共に、2階を飲食店街とする改装を行うことを発表。この改装と同時に、商業施設の運営を新たに設立した会社に移行し、はんだ賑わいビル開発は不動産管理会社となることになった。2015年（平成27年）1月13日新運営会社の株式会社トロワ・アバンセが設立された。
当初2015年（平成27年）5月と発表されていた改装オープンの延期がウェブサイトで発表され、さらに年度内のオープンが報道された。2017年（平成29年）3月31日（金）、名称もCLACITY（クラシティ）に改めて、リニューアルオープンした。

## 施設

### 1階
「美味しい楽しさ発見フロア」　地元特産品やカフェ等。半田市観光案内所も併設。
知多半田駅前観光案内所
- コンフォートガイド（総合案内所）
- cafe CITA（カフェチタ）
- BISTRO CLACITY（ビストロクラシティ）
- CLACITY FOOD MARKET　ワインショップ　地元特産品など販売
- Bodyコンシェルジュ　ヨガの華
- tachinomi! B-GATE
- café de shokado（松華堂茶寮）
- まっちcafe

### 2階
「知多グルメとくらしのフロア」　飲食店のほか、学習塾など。
- J-DINING 仙之助
- 黒牛の里 CLACITY店
- ハートアップ
- ユーアイクリニック
- 名学館

### 3階
- 半田市市民交流センター - 半田市が運営している[6]。子育て総合支援センター「はんだっこ」、市民活動の窓口であるはんだまちづくりひろば[6]、市民交流プラザからなる。

### 4階～6階
- 駐車場[2] - 160台（各階80台）。公共駐車場部分は半田市が運営している[12]。

### 7階以上
- ライオンズタワー半田[2] - 6階部分は住民用駐車場。

### 金融機関
- 三菱UFJ銀行 半田支店・武豊支店（1F / 2F）
- 知多信用金庫 駅前支店（1F）

## 名称の由来
クラシティ半田の愛称は一般公募により決められた。
- 蔵のまち
- 暮したいまち
- クラシックで落ち着いたまち

の3つの意味合いが込められている。

## 交通アクセス
- 名鉄河和線 知多半田駅下車、徒歩で約1分。
- JR武豊線 半田駅下車、徒歩で約5分。